# Dragan Bender
Dragan Bender (nascido em 17 de novembro de 1997) é um jogador de basquete croata que atualmente joga pelo Maccabi Tel Aviv da Euroliga e representa a Seleção Croata..
Ele foi selecionado pelo Phoenix Suns com a quarta escolha geral no Draft da NBA de 2016.

## Primeiros anos
Bender nasceu em 17 de novembro de 1997, em Čapljina, uma cidade na fronteira da Bósnia e Herzegovina com a Croácia, e depois se mudou para Split, na Croácia.
Aos 12 anos, ele começou a jogar na academia de basquete de Nikola Vujčić como armador. Vujčić era um ex-astro do Maccabi Tel Aviv e se tornou o guardião de Bender. Na academia, Bender se tornou um jogador mais versátil e ele "aprendeu a jogar em todas as posições na quadra".
Bender também jogou nas equipes juvenis do KK Split e atuou na Seleção Croata Sub-16. Ele idolatrava Toni Kukoč, ex-jogador croata da NBA, enquanto crescia e assistia as suas jogadas. Ele assistia principalmente jogos da EuroLeague e um dos seus jogadores favoritos foi Šarūnas Jasikevičius.

## Carreira profissional

### Croácia (2012-2014)
Bender estreou profissionalmente aos 15 anos de idade no KK Split. Ele jogou apenas um total de seis minutos e acrescentou dois pontos e um rebote.
Na temporada seguinte, Bender permaneceu na Croácia e assinou com o KK Kaštela, que jogava na segunda divisão do país. Com sua ajuda, o time foi promovido à Liga A-1, a principal liga da Croácia. Mais notavelmente, ele fez uma cesta com três segundos restantes contra o KK Gorica para ajudar sua equipe a garantir a promoção.
Mais tarde, em fevereiro de 2014, Bender ingressou na equipe júnior do KK Cedevita para o Euroleague Basketball Next Generation. Ele fez 21 pontos, 9 rebotes e 6 assistências contra a equipe júnior do clube sérvio KK Mega Basket.

### Israel (2014-2016)
Em 2014, Bender assinou um contrato de sete anos com o Maccabi Tel Aviv, um time que joga na Liga Israelense de Basquete e na EuroLeague.
Ele foi emprestado ao Ironi Ramat Gan, da Liga Leumit, a segunda divisão de Israel, para a temporada de 2014-15. Ele estreou no dia 21 de outubro de 2014, registrando 13 pontos, 13 rebotes e 4 assistências contra o Ramat HaSharon. Após 28 jogos, ele terminou a temporada com médias de 9,7 pontos, 7,4 rebotes, 2,6 assistências e 1,1 bloqueios. Quando a temporada chegou ao fim, Bender retornou a Maccabi Tel Aviv.
Bender estreou no Maccabi Tel Aviv na Ligat HaAl em 11 de outubro de 2015, registrando 5 pontos, 3 rebotes e 3 bloqueios em uma vitória sobre o Maccabi Kiryat Gat. Ele marcou dois dígitos pela primeira vez com a equipe em um jogo contra o Kiryat Gat, somando 15 pontos. Na temporada de 2015-16, ele ajudou o Maccabi Tel Aviv a ser bicampeão da Copa do Estado de Israel de 2016 e foi nomeado para o All-Star Game em 2016.
Em 6 de abril de 2016, Bender se declarou para o Draft da NBA de 2016. Seu contrato com o Maccabi Tel Aviv foi posteriormente comprado por US $ 1,3 milhão.

### NBA (2016–Presente)

#### Phoenix Suns (2016–2019)

##### Temporada de 2016-17
Em 23 de junho de 2016, Bender foi selecionado pelo Phoenix Suns com a quarta escolha geral no Draft da NBA de 2016. Ele foi amplamente considerado a melhor perspectiva internacional disponível no draft, altamente valorizado por sua capacidade de arremessos de vários lugares da quadra. Como a quarta escolha geral, Bender se tornou a escolha mais alta dos Suns desde que Armen Gilliam foi a segunda escolha geral no Draft da NBA de 1987 e o croata mais bem selecionado em um draft da NBA. Em 7 de julho, ele assinou seu contrato de novato com os Suns e ingressou na equipe da Summer League de 2016.
Bender fez sua estreia pelos Suns na estreia da temporada, em 26 de outubro de 2016, marcando 10 pontos em uma derrota por 113-94 para o Sacramento Kings. Bender se juntou a Devin Booker e Giannis Antetokounmpo como os únicos jovens de 18 anos que marcaram 10 pontos em um jogo desde a temporada de 2006-07. Ele teve seu segundo jogo de 10 pontos na temporada em 8 de novembro, em uma derrota por 124-121 para o Portland Trail Blazers. Ele teve seu terceiro jogo de 10 pontos na temporada em 3 de dezembro, em uma derrota de 138-109 para o Golden State Warriors. Em 26 de dezembro, ele registrou seu primeiro duplo-duplo de 11 pontos e 13 rebotes em uma derrota por 131-115 para o Houston Rockets.
Em 8 de fevereiro de 2017, Bender foi submetido a um procedimento artroscópico de rotina bem-sucedido no tornozelo direito para remover um esporão ósseo. Posteriormente, ele foi descartado por aproximadamente quatro a seis semanas. Ele voltou à ação em 2 de abril de 2017.
Em sua primeira temporada na NBA, ele jogou em 43 jogos e teve médias de 3.4 pontos, 2.4 rebotes e 0.5 assistências em 13.3 minutos.

##### Temporada de 2017-18
Em julho de 2017, Bender voltou ao Suns para a Summer League de 2017. Em cinco jogos, ele obteve uma média de 14,2 pontos, 6,0 rebotes e 2,4 assistências por jogo.
Em 13 de novembro de 2017, Bender marcou 15 pontos em uma derrota de 100-93 para o Los Angeles Lakers. Em 16 de dezembro de 2017, ele marcou 17 pontos em uma vitória por 108-106 sobre o Minnesota Timberwolves. Em 7 de janeiro de 2018, ele marcou 17 de seus 20 pontos na segunda metade da vitória dos Suns por 114-100 sobre o Oklahoma City Thunder. Em 10 de fevereiro de 2018, ele marcou 23 pontos em uma vitória sobre o Denver Nuggets por 123-113. Em 8 de abril de 2018, Bender registrou 14 pontos e 14 rebotes em uma derrota de 117-100 para o Golden State Warriors.
Nessa temporada, ele jogou em todos os 82 jogos e teve médias de 6.5 pontos, 4.4 rebotes e 1.6 assistências em 25.2 minutos.

##### Temporada de 2018-19
Em julho de 2018, Bender voltou aos Suns para a Summer League de 2018. Em 30 de outubro de 2018, os Suns recusou a opção de renovação no contrato de novato de Bender, tornando-o um agente livre após a temporada.
Em 5 de abril de 2019, ele registrou um recorde pessoal de sete bloqueios na vitória sobre o New Orleans Pelicans por 133-126.
Em sua última temporada nos Suns, ele jogou em 46 jogos e teve médias de 5.0 pontos, 4.0 rebotes e 1.2 assistências em 18.0 minutos.

#### Milwaukee Bucks (2019-2020)
Em julho de 2019, Bender assinou um contrato mínimo de dois anos. Bender foi designado para o Wisconsin Herd no início da temporada da NBA G League. Em 10 de fevereiro de 2020, o Milwaukee Bucks anunciou que havia dispensado Bender.

### Golden State Warriors (2020-Presente)
Em 23 de fevereiro de 2020, o Golden State Warriors anunciaram que haviam assinado com Bender em um contrato de 10 dias.
Em seu primeiro jogo, ele jogou contra seu antigo time, o Phoenix Suns, registrando 13 pontos e 9 rebotes em uma vitória de 115-99. Ele então adquiriu um segundo contrato de 10 dias em 5 de março de 2020.
Em seu último jogo antes da liga ser suspensa devido ao surto de coronavírus, Bender registrou 23 pontos e 7 rebotes em uma derrota de 131-107 para o Los Angeles Clippers em 10 de março.

## Carreira na seleção
Em junho de 2017, Bender recebeu permissão do Phoenix Suns para jogar pela seleção croata no EuroBasket de 2017. Na competição, ele teve uma média de 4,3 pontos, 2 rebotes e 1 assistência em 6 jogos disputados.

## Perfil do jogador
Bender foi fortemente comparado a Kristaps Porziņģis, a ponto de os executivos da NBA acharem que ele é uma seleção do Top 5 semelhante a Porziņģis por causa de seus estilos de jogo, seja por ser um ponto de venda ou uma boa cobertura geral. No entanto, enquanto Porziņģis pode ser o atirador e o artilheiro mais forte, Bender é consistentemente rotulado como o mais forte passador e manipulador de bola.

## Estatísticas

### NBA
| Ano      | Equipe    | PJ  | MPJ | AP   | 3P   | LL   | RT   | AS  | BR  | TO | PPJ | PPG |
| -------- | --------- | --- | --- | ---- | ---- | ---- | ---- | --- | --- | -- | --- | --- |
| 2016–17  | Phoenix   | 43  | 0   | 13.3 | .354 | .277 | .364 | 2.4 | .5  | .2 | .5  | 3.4 |
| 2017–18  | Phoenix   | 82  | 37  | 25.2 | .386 | .366 | .765 | 4.4 | 1.6 | .3 | .6  | 6.5 |
| 2018–19  | Phoenix   | 46  | 27  | 18.0 | .447 | .218 | .593 | 4.0 | 1.2 | .4 | .5  | 5.0 |
| 2019–20  | Milwaukee | 7   | 0   | 13.0 | .476 | .444 | .667 | 2.9 | 1.3 | .7 | .7  | 3.7 |
| Carreira | Carreira  | 178 | 64  | 20.0 | .396 | .323 | .647 | 3.7 | 1.2 | .3 | .6  | 5.2 |

### EuroLeague
| Ano     | Equipe           | PJ | MPJ | AP   | 3P   | LL   | RT   | AS  | BR | TO | PPJ | PPG |
| ------- | ---------------- | -- | --- | ---- | ---- | ---- | ---- | --- | -- | -- | --- | --- |
| 2015–16 | Maccabi Tel Aviv | 7  | 0   | 10.5 | .333 | .250 | .500 | 1.4 | .6 | .3 | .4  | 2.1 |

Fonte:

## Vida pessoal
O irmão mais velho de Bender, Ivan, joga basquete universitário na Universidade de Maryland.
Para aprender a língua inglesa em tenra idade, Bender assistiu seriados americanos como Friends e Um Maluco no Pedaço.